# Didiscus placospongioides
Didiscus placospongioides är en svampdjursart som beskrevs av Arthur Dendy 1922. Didiscus placospongioides ingår i släktet Didiscus och familjen Heteroxyidae. Inga underarter finns listade i Catalogue of Life.